# Cryptococcus fagisuga
Cryptococcus fagisuga är en insektsart som beskrevs av Karl Hermann Leonhard Lindinger 1936. Cryptococcus fagisuga ingår i släktet Cryptococcus och familjen filtsköldlöss. Arten är reproducerande i Sverige. Inga underarter finns listade i Catalogue of Life.

## Bildgalleri

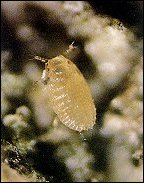